# Blattöhrchen

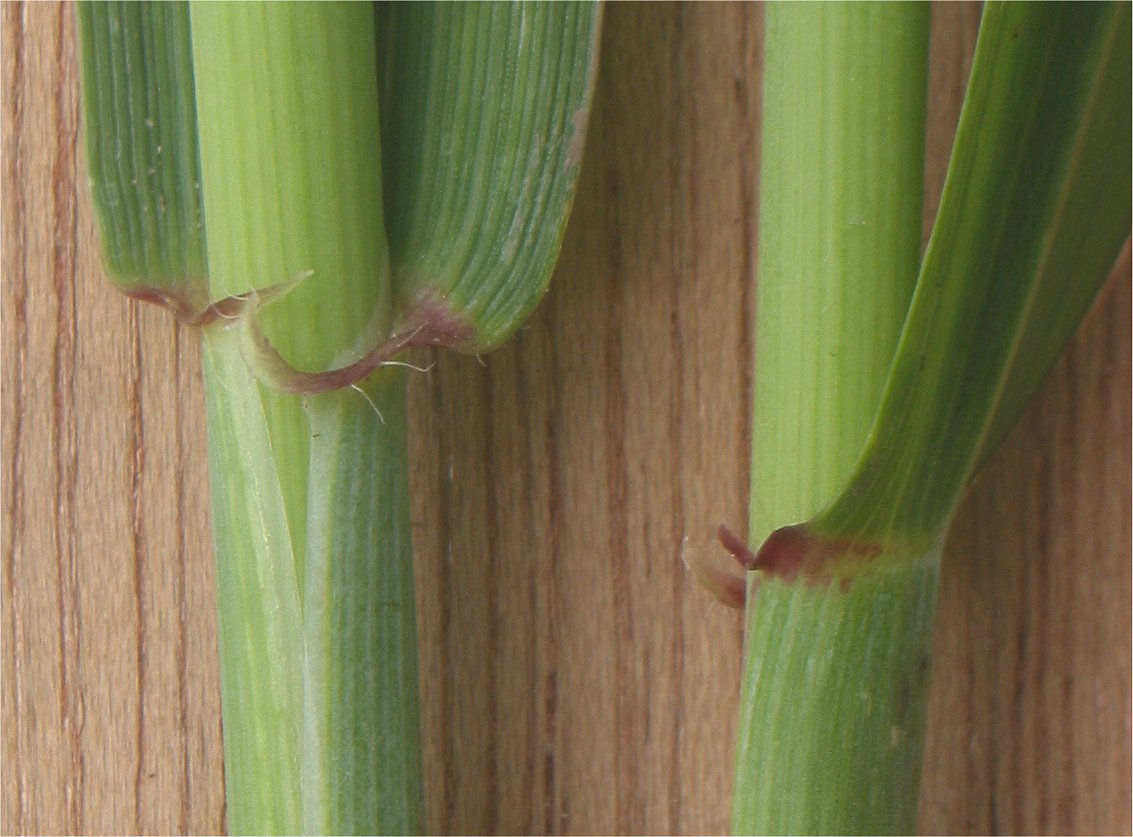
Öhrchen beim Weichweizen (Triticum aestivum)

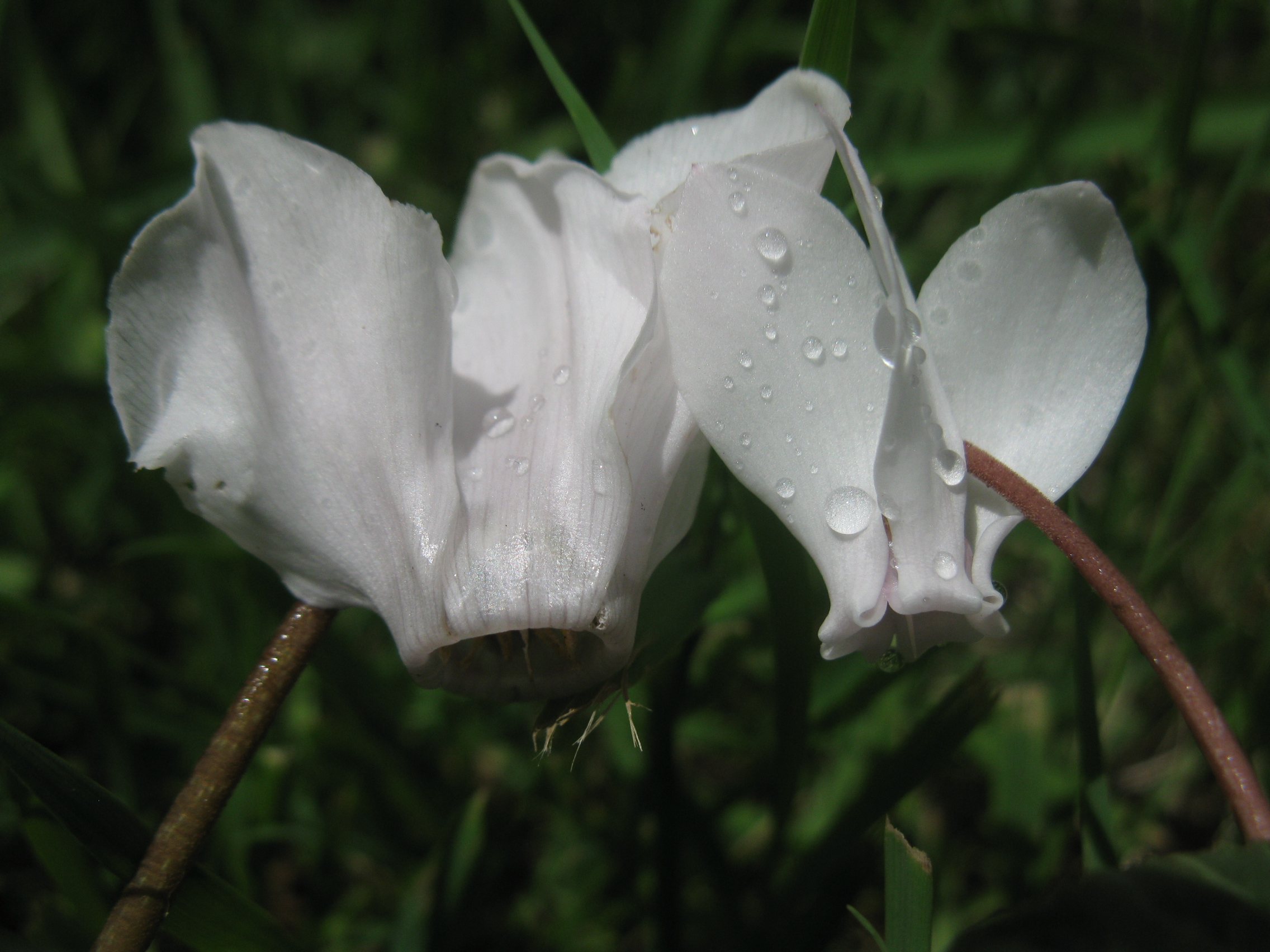
Blattöhrchen bei Alpenveilchen (Cyclamen):
links: ohne Blattöhrchen an der Basis der Blütenblätter Cyclamen persicum;
rechts: mit Blattöhrchen Cyclamen hederifolium.

Als Blattöhrchen oder Öhrchen, auch Aurikel oder Auricula(e), werden in der Botanik kleine, oft paarige Lappen an beiden Seiten des Blattgrunds genannt, die den Stängel mehr oder weniger umfassen. Blattöhrchen werden von Nebenblättern unterschieden und entwickeln sich auch nicht wie diese frühzeitig. Auch Kronblätter können Öhrchen haben. Bei den Süßgräsern finden sich Öhrchen am Grund der Blattspreite. Bei den Orchideen können an der Columna ebenfalls Öhrchen vorkommen.
Schon Carl von Linné hat Öhrchen zur Unterscheidung herangezogen und auriculatus als Artepitheton verwendet. Er hat damit aber auch Nebenblätter bezeichnet.

## Nachweise
- Gerhard Wagenitz: Wörterbuch der Botanik. Morphologie, Anatomie, Taxonomie, Evolution. 2., erweiterte Auflage. Nikol, Hamburg 2008, ISBN 978-3-937872-94-0, S. 47.